# Manuel Font-Altaba
Manuel Font-Altaba (Barcelona, 1922-2005) fue un mineralogista español, catedrático de Cristalografía  y  Mineralogía de la Universidad  de Barcelona,  y profesor de investigación del Consejo Superior de Investigaciones científicas. Como político, ocupó distintos cargos, entre ellos el de alcalde en funciones de Barcelona de enero a abril de 1979.

## Biografía
Manuel Font-Altaba nació en 1922. Se licenció en Química y después hizo el doctorado en Farmacia y en Ciencias Naturales en la Universidad de Barcelona. Era considerado un destacado experto en mineralogía y cristalografía, campos en los que publicó más de doscientos artículos de investigación y algunos libros. Uno de sus libros, el titulado Atlas de Mineralogía, se editó más de una decena de veces, entre 1960 y 1988. De este mismo libro se publicaron ediciones en francés, portugués e italiano. Para la época, representó una aportación fundamental en la divulgación de la mineralogía, especialmente entre el público joven. 
Fue profesor de investigación del Consejo Superior de Investigaciones Científicas (CSIC) en Barcelona y catedrático de Cristalografía, Mineralogía y Mineralotecnia de la Universidad de Barcelona. Profesor emérito desde el año 1988, también fue director del Departamento de Cristalografía y Mineralogía y vicedecano de la Facultad de Ciencias (1969-1973).  
Fue nombrado miembro de la Real Academia de las Ciencias y las Artes de Barcelona y de otras sociedades científicas de prestigio. Intervino como uno de los fundadores de la Sociedad Española de Mineralogía, en 1975, siendo nombrado presidente de la junta directiva provisional. También fue uno de los promotores de la Asociación Mineralógica Internacional (IMA), formando parte de su junta directiva.
Estuvo también en el origen de la creación en 1971 de la Escuela de Gemología de la Universidad de Barcelona, que hasta 1988  impartió formación especializada a joyeros, comerciantes y talladores de piedras preciosas sin necesidad de que tuvieran formación académica previa.

## Actividad como político
En la etapa inmediatamente anterior a la democracia, José María Socías Humbert fue nombrado alcalde  de Barcelona por el entonces Ministro del Interior, Rodolfo Martín Villa. Font Altaba fue nombrado teniente de alcalde, y tras la dimisión de Socías Humbert ocupó el cargo de alcalde en funciones entre enero y abril de 1979. Este periodo fue especialmente importante en la historia municipal, ya que debió encargarse de la preparación de las primeras elecciones democráticas y de la correspondiente transición. Narcís Serra, que sería el alcalde elegido, reconoció la eficacia y juego limpio de Font-Altaba.
| Predecesor: José María Socías Humbert | Alcalde de Barcelona enero de 1979 - abril de 1979 (en funciones) | Sucesor: Narcís Serra i Serra |